# جاي وايت (مصارع محترف)
جاي وايت (بالإنجليزية: Jay White)‏ هو مصارع محترف نيوزيلندي، ولد في 11 أكتوبر 1992 في أوكلاند في نيوزيلندا. وهو يعمل حاليا في اتحاد نيو جابان برو نيو جابان برو ريسلينغ, نجح جاي بتحقيق لقب IWGP بعدما هزم كازوتشيكا اوكادا في عرض Dominion 6.12

## وصلات خارجية
- جاي وايت على موقع CageMatch worker (الإنجليزية)
- جاي وايت على موقع عالم المصارعة على الإنترنت (الإنجليزية)
- جاي وايت على موقع عالم المصارعة على الإنترنت (الإنجليزية)

- جاي وايت على موقع IMDb (الإنجليزية)